# Power Pro Kun Pocket 8
Power Pro Kun Pocket 8 (パワプロクンポケット8?) es un videojuego de béisbol y simulación para Nintendo DS, desarrollado por Diamond Head y publicado por Konami en 1 de diciembre de 2005, en exclusiva para Japón. 
Fue el noveno juego de Power Pro Kun Pocket, es el spin-off de la serie Jikkyō Powerful Pro Yakyū, y el octavo para el Portátil de Nintendo.
- Datos: Q20995189